# Comuna Valea Nucarilor, Tulcea
Valea Nucarilor este o comună în județul Tulcea, Dobrogea, România, formată din satele Agighiol, Iazurile și Valea Nucarilor (reședința). Este membră în „Asociația de Dezvoltare Interjudețeană a Infrastructurii de Deșeuri menajere” Tulcea, organism ce are ca obiectiv general monitorizarea, supervizarea și implementarea „Sistemului de Management Integrat al Deșeurilor în județul Tulcea”, proiect finanțat din fonduri europene nerambursabile, prin POS Mediu.

## Demografie
Componența etnică a comunei Valea Nucarilor
     Români (87,21%)
     Alte etnii (0,45%)
     Necunoscută (12,34%)
Componența confesională a comunei Valea Nucarilor
     Ortodocși (86,55%)
     Alte religii (0,59%)
     Necunoscută (12,86%)
Conform recensământului efectuat în 2021, populația comunei Valea Nucarilor se ridică la 2.892 de locuitori, în scădere față de recensământul anterior din 2011, când fuseseră înregistrați 3.266 de locuitori. Majoritatea locuitorilor sunt români (87,21%), iar pentru 12,34% nu se cunoaște apartenența etnică. Din punct de vedere confesional, majoritatea locuitorilor sunt ortodocși (86,55%), iar pentru 12,86% nu se cunoaște apartenența confesională.

## Politică și administrație
Comuna Valea Nucarilor este administrată de un primar și un consiliu local compus din 13 consilieri. Primarul, Cătălin Mocanu[*], de la Partidul Național Liberal, este în funcție din 1 noiembrie 2024. Începând cu alegerile locale din 2024, consiliul local are următoarea componență pe partide politice:
|  | Partid                          | Consilieri | Componența Consiliului | Componența Consiliului | Componența Consiliului | Componența Consiliului | Componența Consiliului | Componența Consiliului | Componența Consiliului | Componența Consiliului |
|  | ------------------------------- | ---------- | ---------------------- | ---------------------- | ---------------------- | ---------------------- | ---------------------- | ---------------------- | ---------------------- | ---------------------- |
|  | Partidul Național Liberal       | 8          |                        |                        |                        |                        |                        |                        |                        |                        |
|  | Partidul Social Democrat        | 4          |                        |                        |                        |                        |                        |                        |                        |                        |
|  | Alianța pentru Unirea Românilor | 1          |                        |                        |                        |                        |                        |                        |                        |                        |